# Bengt R. Jonsson
Bengt Olof Anders Robert Jonsson, född 19 mars 1930 i Vänersborg, död 30 augusti 2008 i Solna, var en svensk folklorist och litteraturhistoriker. Han är särskilt känd som balladforskare. 
Jonsson, som var son till sjökapten Robert Jonsson och Signe Håkansson, blev filosofie doktor och docent 1967. Han var svensk lektor i Aberdeen 1953–1954 och arkivchef vid Svenskt visarkiv 1954–1995. Han erhöll professors namn 1978. Han var redaktör för Sumlen. Årsbok för vis- och folkmusikforskning från 1976 till sin död och för ARV. Scandinavian Yearbook of Folklore 1979–1992. Han blev riddare av Nordstjärneorden.
Jonsson var styrelseledamot i Nordiska institutet för folkdiktning i Åbo 1971–1977, i Samfundet för visforskning från 1971 (sekreterare), Evert Taubesällskapet från 1979, vice ordförande 1980–1995, ledamot av Konstnärsnämnden 1979–1982 (vice ordförande 1980–1982) och ordförande i dess arbetsgrupp för tonkonst 1979–1982. Han invaldes som ledamot av Kungliga Gustav Adolfs Akademien för svensk folkkultur 1974, av Det Norske Videnskaps-Akademi 1977 och av Kungliga Samfundet för utgivande av handskrifter rörande Skandinaviens historia 1977. 
Bengt R. Jonsson är begravd på Spånga kyrkogård.

## Sveriges Medeltida Ballader (SMB)
Jonsson hade huvudansvaret för utgivandet av den vetenskapliga versionen av Sveriges Medeltida Ballader: 
- 1983: Band 1 Naturmytiska visor II (SMB 1–36)
- 1986: Band 2 Legendvisor och Historiska visor (SMB 37–54, 55–65)
- 1990: Band 3 Riddarvisor (SMB 66–130)
- 1996: Band 4:1 Riddarvisor II (SMB 131–169)
- 1996: Band 4:2 Riddarvisor II (SMB 170–196)
- 2001: Band 5:1 Kämpavisor och Skämtvisor I (SMB 197–219, 220–233)
- 2001: Band 5:2 Skämtvisor II (SMB 234–263)

## Från kollegor
- Eva Danielson (red): Inte bara visor. Studier kring folklig diktning och musik tillägnade Bengt R. Jonsson den 19 mars 1990. Skrifter utgivna av Svensk visarkiv 11. Stockholm.